# Territorio Indígena Ngobe-Bugle de Coto Brus
Coto Brus es uno de los territorios indígenas de la etnia ngäbe o guaimíes de Costa Rica, fundado en 1981.

Está localizado en la provincia de Puntarenas, cerca de la frontera con Panamá en donde se ubica la Comarca Ngäbe-Buglé de la misma etnia.

## Geografía
Ubicado en el cantón homónimo. Su creación se dio vía decreto en 1981. Sus principales asentamientos son Villa Palacios, Limoncito, Paraíso (Brus Malís), Caño Bravo y Quebrada Pita. Su área es de 7500 hectáreas y es hogar de unas 1500 personas.

## Demografía
Para el censo de 2011, este territorio tiene una población total de 1785 habitantes, de los cuales 1612 habitantes (90,31%) son autoidentificados cómo de etnia indígena.

## Economía
Su economía se basa en el cultivo del cacao, café, frijol, maíz, palmito y plátano, cría de cerdos y aves de corral, caza y pesca y artesanía. Confeccionan artículos de fibra y hojas naturales con tintes y colorantes vegetales.